# Rio Daşoru
O Rio Daşoru é um rio da Romênia, afluente do Spinoasa, localizado no distrito de Bihor.